# Golfe Karaguinski
Le golfe Karaguinski (russe : Карагинский залив), que l'on trouve également dans certaines sources sous le nom de baie Karaguinski ou encore baie Karaguine, est un golfe de la mer de Béring longeant le nord de la côte de la péninsule du Kamtchatka à l'est de la Russie. Il doit son nom au fleuve Karaga dont le delta se jette dans le golfe. Il est situé dans le raïon Karaguinski.
Le golfe Karaguinski est délimité par le cap Goven (au nord) et le cap Ozernoï (au sud). Il compte plusieurs petites baies (du nord au sud) : la baie de Korf, la baie Anapka, la baie Ouala, la baie Kitchiginski, la baie Ossora, la baie Karaga et la baie Oukinskaïa.
La profondeur du golfe varie entre 30 et 60 mètres. Plusieurs îles se trouvent dans le golfe, parmi celles-ci l'île Karaguinski la plus grande et l'île Verkhotourov. L'île Karaguinski est séparée de la presqu'île par le détroit de Litke qui mesure de 21 à 72 kilomètres.
Les principaux établissements le long des rives du golfe sont Ossora, Ilpyrskoïe, Tymlat, Karaga, Beloretchensk, Makarevsk et Ivachka.
Le golfe est recouvert par la glace de décembre à juin.